# 5046 Карлтонмур
5046 Карлтонмур (5046 Carletonmoore) — астероїд головного поясу, відкритий 28 лютого 1981 року.
Тіссеранів параметр щодо Юпітера — 3,385.